# Palais de la Berbie
O Palais de la Berbie é um antigo castelo urbano dos bispos de Albi, construído em 1228 e 1308, que fica na comuna francesa de Albi, no sudoeste da França.
O palácio, declarado Patrimônio Mundial em 2010, agora abriga o Museu Toulouse-Lautrec.